# Telmatobufo
Genre
Telmatobufo est un genre d'amphibiens de la famille des Calyptocephalellidae.

## Répartition
Les quatre espèces de ce genre sont endémiques du sud du Chili.

## Liste des espèces
Selon Amphibian Species of the World (19 novembre 2016) :
- Telmatobufo australis Formas, 1972
- Telmatobufo bullocki Schmidt, 1952
- Telmatobufo ignotus Cuevas, 2010
- Telmatobufo venustus (Philippi, 1899)

## Publication originale
- Schmidt, 1952 : A new leptodactylid frog from Chile. Fieldiana, Zoology, vol. 34, no 2, p. 11-15 (texte intégral).